# Spede Pasanen
Pertti Olavi ”Spede” Pasanen, född 10 april 1930 i Kuopio, död 7 september 2001 i Kyrkslätt, var en mångsidig finländsk komiker, skådespelare, manusförfattare, producent, låtskrivare och uppfinnare. Han var en av Finlands populäraste och mest framgångsrika underhållare från 1960-talet till 1990-talet.
Pasanens karriär fick sin början på radio i slutet av 1950-talet. Under sin tid på radion slog han först igenom som programledare för underhållningsprogrammet Ruljanssiriihi. På 1960-talet gjorde han sketchprogram för tv och skapade en rad framgångsrika komedifilmer. På 1970-talet koncentrerade han sig på film och skapade då Uuno Turhapuro, en rollfigur som det genom åren kom att göras 19 filmer runt. I finkulturella kretsar betraktades filmerna ligga på konstnärligt lågtstående nivå. På 1980-talet producerade han tv-programmen, Spede Show och Spedes spel (Speden Spelit). Spedes spel blev 1992 ett lotteri i samarbete med Veikkaus och fungerade så fram till 2002. Efter Spedes död tog Saija Hakola över som programledare.
Som uppfinnare uppfann Pasanen bland annat en bil med två framdelar, alltså en bil som man inte behöver backa.
Spede Pasanen fick många utmärkelser till exempel Special-Venla och Jussistatyetten.
Han är begravd på Sandudds begravningsplats i Helsingfors.